# Variável Gamma Doradus
Variáveis Gamma Doradus são estrelas variáveis que apresentam variação na luminosidade devido a pulsações não radiais na superfície. Estrelas dessa classe variável geralmente são estrelas jovens, da sequência principal de classe F ou A, e seu brilho varia cerca de 0,1 magnitudes em um período de alguns dias. Essa classe é relativamente nova, tendo sido caracterizada pela primeira vez na segunda metade da década de 1990, e detalhes da causa da variação ainda estão sendo investigados. O protótipo das variáveis Gamma Doradus é Gamma Doradus.